# Ельвюсау
Ельфюсау (ісл. Ölfusá) — річка в Ісландії.
Річка Ельф Сау знаходиться в південній частині Ісландії. З'явилася в результаті злиття річок Квітау та Сог в районі гори Інгольфсфьял, звідки Ельфюсау далі тече широким потоком. У районі міста Сельфосс річка звужується і тече через лавове поле Тьорсархраун. Далі Ельфюсау знову стає ширше, і в районі впадання в Атлантичний океан досягає ширини в 5 кілометрів, створюючи таким чином гирло — одне з найширших в Північній Європі. Відстань від Сельфосс до гирла річки становить 25 кілометрів.
Ельфюсау, після Тйоурсау, є найбільш багатоводною річкою Ісландії. У середньому вона влітку переносить 330–470 м³/сек, взимку — 300–500 м³/сек, іноді протока досягає 2500 м³/сек. Під час танення льодовиків на річці створюється загроза повеней.
Багата рибою, особливо лососевими.
| Річка | Це незавершена стаття про річку. Ви можете допомогти проєкту, виправивши або дописавши її. |

| Ісландія | Це незавершена стаття з географії Ісландії. Ви можете допомогти проєкту, виправивши або дописавши її. |